# Hylaeus annularis
Hylaeus annularis là một loài ong trong họ Colletidae. Loài này được Kirby miêu tả khoa học đầu tiên năm 1802.